# Station Więcbork
Station Więcbork is een spoorwegstation in de Poolse plaats Więcbork.